# Enrique Jardiel Poncela
Enrique Jardiel Poncela (ur. 15 października 1901 w Madrycie, zm. 18 lutego 1952 tamże) – hiszpański dramatopisarz i prozaik.
Poncela był autorem czterdziestu sztuk teatralnych, w których połączył przerysowaną charakterystykę postaci z pełnymi absurdu dialogami i przedstawionymi sytuacjami. Pisał również powieści. Spod jego pióra wyszła parodia romansu sentymentalno-kryminalnego Za tobą na koniec świata, wydana w Polsce w 1976 roku. Kompletny zbiór dzieł wydano w 1958 roku.